# Villa Herrlichkeit 24
Die Villa Herrlichkeit 24 in Syke an der Bundesstraße 6 stammt von etwa 1900. Seit 2019 befindet sich hier u. a. die Geschäftsstelle der Kreismusikschule des Landkreises Diepholz.
Das Gebäude steht unter Denkmalschutz.

## Geschichte
Das zweigeschossige verputzte historisierende Gebäude mit einem Walmdach, dem Gesims mit Konsolenfries und dem dreiachsigen klassizistischen Mittelrisalit an der Straßenseite wurde lange Zeit als Wohnhaus und später bis 1997 auch als Arztpraxis genutzt und durch Anbauten erweitert. Das Gebäude wurde seit 1925 von dem Volksschulrektor Karl Koopmann und seiner Frau Dora sowie beider Tochter Renate bewohnt. Zum Ende des Zweiten Weltkrieges wurden englische Offiziere einquartiert. Bis 1973 wohnte die Familie von Renate in dem Haus, danach wurde es als Wohnhaus und Anwaltskanzlei genutzt. Anschließend zog die erste Kinderarztpraxis in Syke ein.
Der ursprünglich sehr große Garten wurde 1972 parzelliert und mit zunächst drei, später dann vier Einfamilienhäusern bebaut, denen ein alter Baumbestand wich.
1998 bezog eine Beratungsstelle der Diakonie Freistatt das Haus. Bis 2001 verblieb hier die Beratungsstelle DurchBlick und bis 2016 das Diakonische Werk der ev. Kirche.
2019 zog die Geschäftsstelle der Kreismusikschule in das Haus ein, das auch von anderen Stellen genutzt wird.
Die benachbarte sehr ähnliche Villa Herrlichkeit 26 steht auch unter Denkmalschutz.